# Longeron (aéronautique)

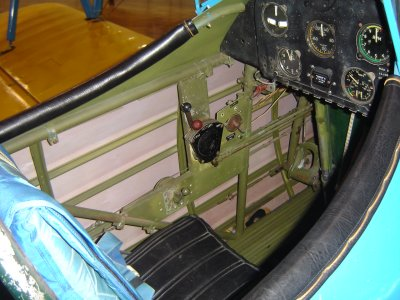
Intérieur d'un Boeing/Stearman PT-17 montrant des longerons en U de petite section.

Le terme longeron désigne les éléments longitudinaux du fuselage ainsi que les éléments longitudinaux de l'aile, des plans fixes et des gouvernes. Les deux premiers, contrairement aux deux seconds, ne sont pas à proprement parler de véritables poutres. Ce sont plutôt des profilés jouant le même rôle que les longerons de l'aile.
| Nom en français             | Nom en anglais                      | Nom en italien | Fonction       |
| --------------------------- | ----------------------------------- | -------------- | -------------- |
| longeron de fuselage        | spar, longeron, stringer            |                | structural     |
| longeron de voilure, poutre | wing spar, wing beam, spanwise beam | longherone     | structural     |
| longeron de gouverne        | spar                                |                | non-structural |
| lisse                       | stringer                            | contentino     |                |

## Longeron de fuselage
Dans le fuselage des aéronefs, les longerons sont fixées aux gabarits (en anglais Former (en), également appelés cadres)  et s'étendent dans le sens longitudinal de l'aéronef. Ils sont principalement responsables du transfert des charges aérodynamiques agissant sur la peau sur les cadres et les gabarits. Dans les ailes ou le plans fixes horizontaux (en), les longerons  s'étendent dans le sens de l'envergure (de l'emplanture à l'extrémité de l'aile) et se fixent entre les nervures. Ici aussi, la fonction principale est de transférer les charges de flexion agissant sur les ailes sur les nervures et le longeron.
En anglais , les termes « longeron » et « stringer » sont utilisés de manière interchangeable. Historiquement, cependant, il existe une différence subtile entre les deux termes. Si les membrures d'un fuselage sont peu nombreuses (généralement 4 à 8) et s'étendent sur toute la longueur du fuselage, alors on les appelle « longeron ». Le système de « longeron » nécessite également que les cadres de fuselage soient étroitement espacés (environ tous les 4 à 6 pouces ou 10 à 15 cm ). Si les membrures longitudinales sont nombreuses (généralement 50 à 100) et sont placés juste entre deux cadres, alors on les appelle « stringers ». Dans le système à « stringer », les membrures longitudinales sont plus petites et les cadres sont plus espacés (environ 15 à 20 pouces ou 38 à 51 cm). Généralement, les « longerons » ont une section transversale plus grande que les « stringers ». Sur les gros avions modernes, le système « stringer » est plus courant car il est plus efficace en termes de poids, bien qu'il soit plus complexe à construire et à analyser. Certains avions utilisent une combinaison de « stringers » et de « longeron ».
Les « longerons » supportent souvent des charges plus importantes que les « stringers » et aident également à transférer les charges de peau à la structure interne. Les « longerons » s'attachent presque toujours aux cadres ou aux nervures. Les « stringers » ne sont souvent attachés qu'à la peau, où ils supportent une partie du moment de flexion du fuselage par le biais d'une charge axiale. Il n'est pas rare d'avoir un mélange de « longerons » et de « stringers » dans le même composant structurel majeur.

### Lanceurs spatiaux
Les longerons —  « stringers » — sont également utilisés dans la construction de certains réservoirs de propulseur de lanceurs. Par exemple, le lanceur Falcon 9 Full Thrust  utilise des longerons  dans les réservoirs de kérosène (RP-1), mais pas dans les réservoirs d'oxygène liquide, tant au premier qu'au deuxième étage.

## Longeron de voilure

Caisson (terminologie italienne)

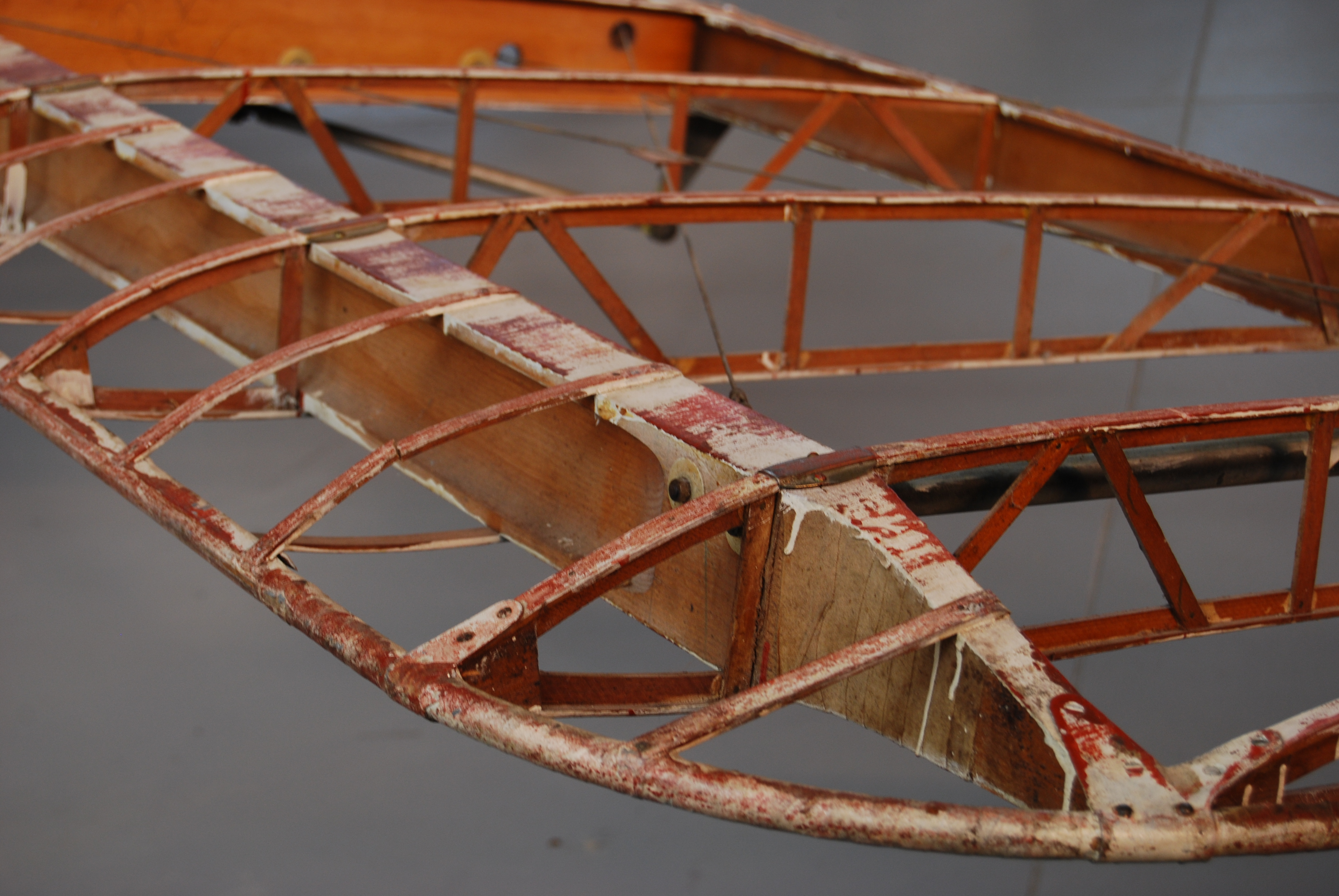
Longeron principal d'un de Havilland DH.60 Moth

Dans un aéronef à voilure fixe, le longeron de voilure est souvent l'élément structurel principal de l'aile, s'étendant dans le sens de l'envergure à angle droit (ou à peu près en fonction de l'angle de flèche de l'aile) par rapport au fuselage. Le longeron supporte les charges structurelles de vol et le poids des ailes au sol. D'autres éléments structuraux et de formage tels que des nervures peuvent être attachés au ou aux longerons, la construction à revêtement travaillant (en anglais : stressed skin) partageant également les charges là où elle est utilisée. Il peut y avoir plus d'un longeron dans une aile ou pas du tout. Cependant, lorsqu'un seul longeron supporte la majeure partie de la force, il est appelé longeron principal[réf. incomplète].
Les longerons sont également utilisés dans d'autres surfaces de profil aérodynamique d'aéronef telles que les plans horizontaux et la dérive et remplissent une fonction similaire, bien que les charges transmises puissent être différentes de celles d'un longeron d'aile.